# محمد الأمين البزاز
محمد الأمين البزاز (1942 - 2012)، هو مؤرخ وكاتب مغربي، كان واحدا من كبار الباحثين في تاريخ المغرب.
ولد عام 1942 بمدينة أصيلة شمال المغرب. فَقَد والده وهو صغير السن، ثم رحل مع أمه إلى مدينة سلا وفيها نشأ وترعرع وتابع دراسته، بعد ذلك التحق بالتعليم الإبتدائي، ومنه إلى كلية الآداب والعلوم الإنسانية بالرباط سنة 1964، ومنها عُين أستاذا في الثانوي. نال دبلوم الدراسات العليا في التاريخ ثم دكتوراه الدولة، وأصدر «مجلة دار النيابة» مع زميله عبد العزيز خلوق التمسماني. توفي يوم 9 مايو 2012.

## من مؤلفاته
- كتاب: «تاريخ الأوبئة والمجاعات بالمغرب في القرنين الثامن عشر والتاسع عشر» (نشر 1992).[1]
- كتاب: «دراسات في تاريخ المغرب».
- كتاب: «	المجلس الصحي الدولي في المغرب، 1792-1929» (نشر 1980).
- ترجمة كتاب: «أصول حرب الريف» (نشر 1992).[2]